# Classic Remise

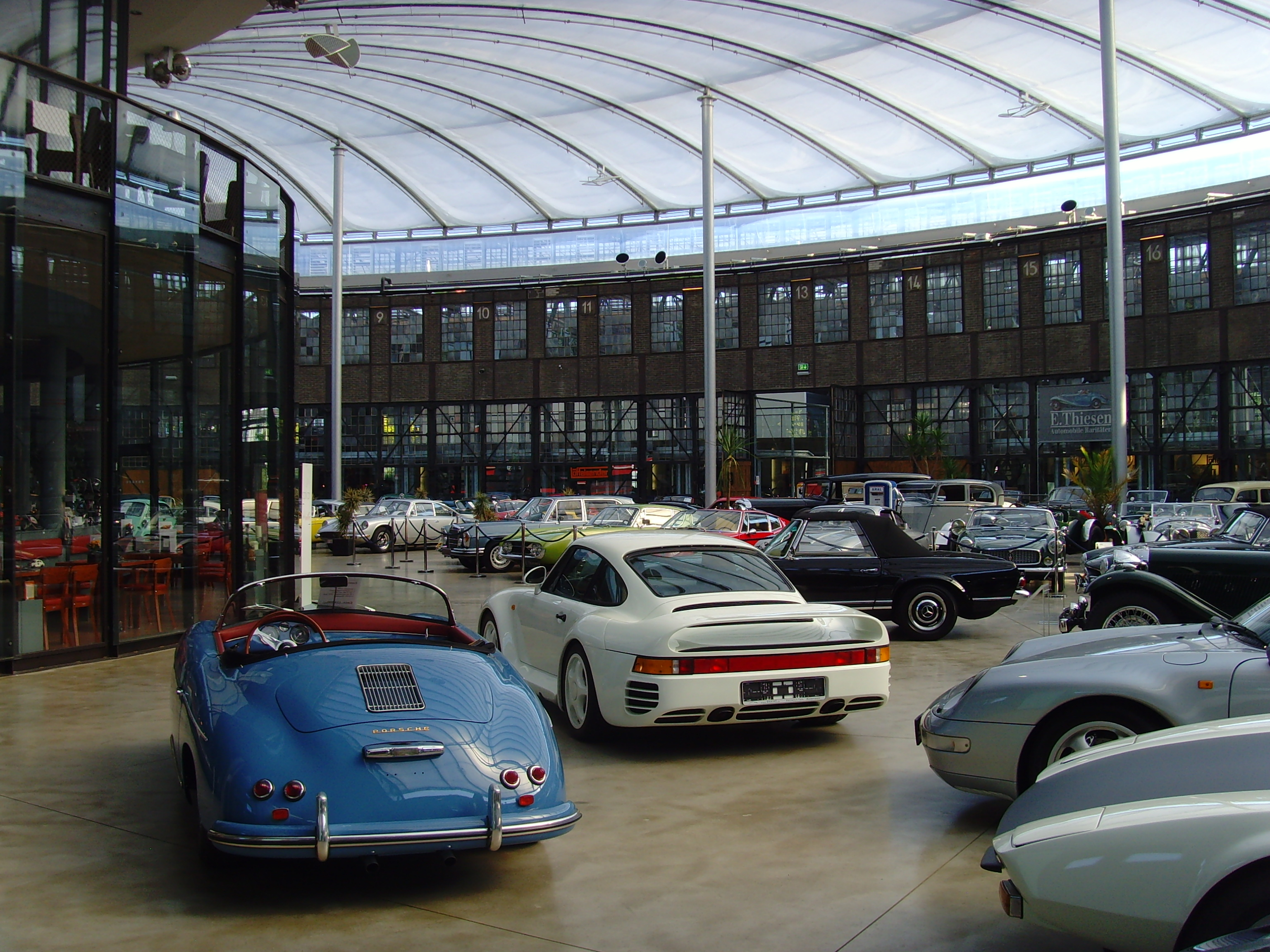
Classic Remise Düsseldorf Innenraum

Classic Remisen sind Dienstleistungszentren rund um die Themen Motorrad und Automobil mit Spezialisierung auf den Bereich der Klassiker, Oldtimer und Sammlerfahrzeuge. Es gibt zwei Classic Remisen in Berlin und Düsseldorf. Beide Dienstleistungszentren befinden sich in denkmalgeschützten Gebäuden mit industriell-verkehrstechnischem Hintergrund.

## Geschichte
Infolge einer wissenschaftlichen Forschungsarbeit an der European Business School zur Frage von Gebäudekonzeptionen für bestimmte Zielgruppen entstanden im Jahr 2000 erste Projektideen. In Berlin wurde ein passendes Gebäude gefunden sowie Investoren, die bereit waren, das Projekt umzusetzen. Das erste Zentrum wurde im Mai 2003 in Berlin-Moabit eröffnet.
Danach wurde ein weiteres Projekt in Düsseldorf in einem alten Ringlokschuppen verwirklicht, wo das Konzept mit den Berliner Erfahrungen weiter entwickelt wurde. Die Eröffnung in der nordrhein-westfälischen Landeshauptstadt fand im September 2006 statt. Die Zentren wurden ursprünglich unter dem Lizenz-Namen Meilenwerk eröffnet.
Seit dem Frühjahr 2011 firmieren die Zentren in Berlin und Düsseldorf als Classic Remise.
Weitere bedeutende Oldtimer-Zentren mit ähnlichen Konzepten wurden später in Nürnberg (Ofenwerk), in Frankfurt (Klassikstadt) und in Böblingen (Motorworld Region Stuttgart) eröffnet. Kleinere Zentren gibt es auch in Bremen, Bielefeld und Ulm.

## Konzept

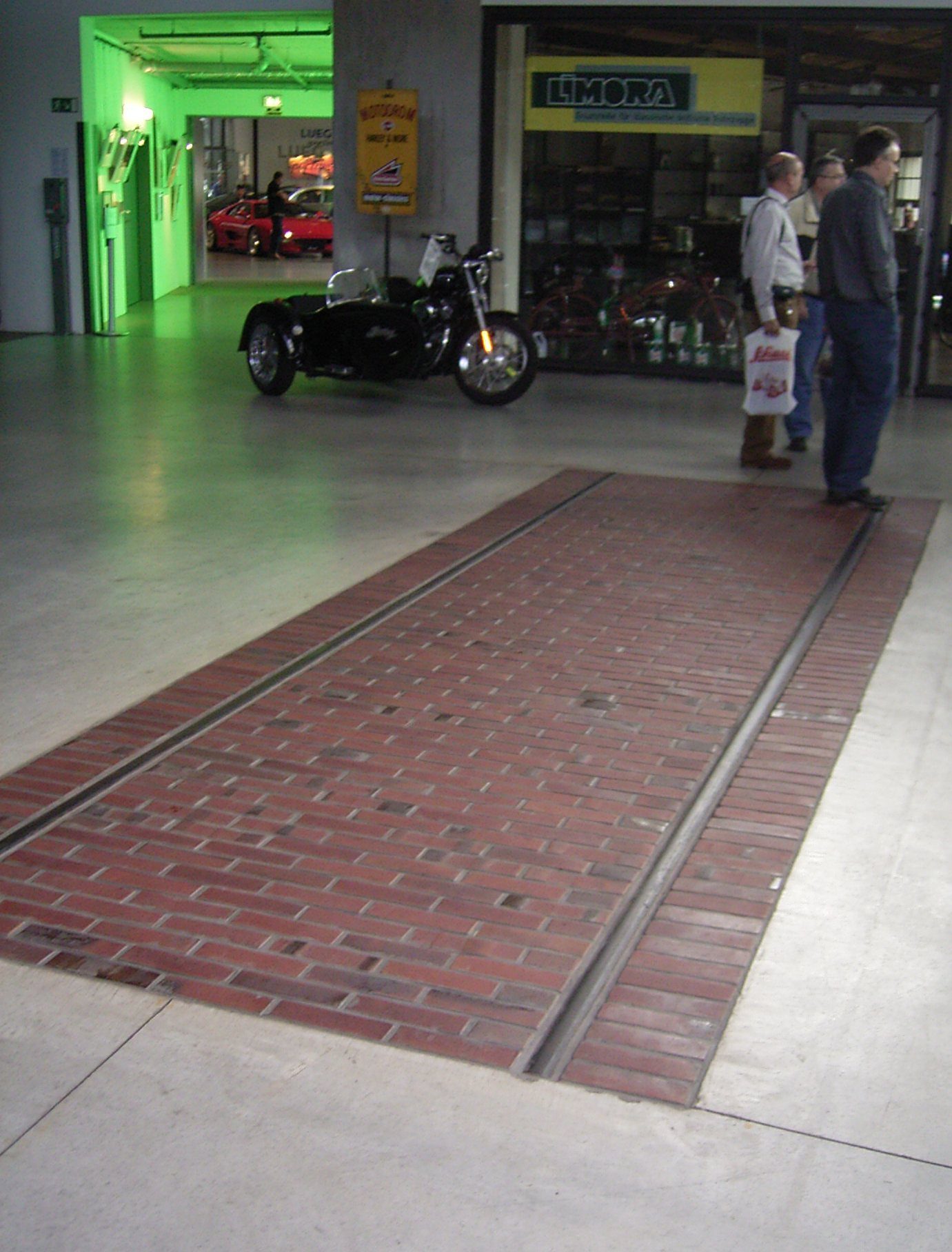
Erhaltenes Gleissegment in Düsseldorf

Die Classic Remisen sind eine Mischung aus lebendigem Museum, Parkhaus und Dienstleistungszentrum. Neben den spezialisierten Händlern mit ihren Showrooms, den Werkstätten und anderen Spezialisten rund um das Thema Fahrzeugklassiker können gläserne Garagen angemietet werden.
Die Fahrzeuge werden in den Glasboxen klimatisiert aufbewahrt und bewacht. Sie können dort von den Besuchern jederzeit betrachtet werden und die Halter haben stets Zugang zu ihrem Fahrzeug.
Bewusst ist das Konzept in denkmalgeschützten Gebäuden umgesetzt worden. So finden sich in Berlin an der Decke des Gebäudes notdürftig geflickte Bombenlöcher, die an die Angriffe während des Zweiten Weltkriegs erinnern. Auch an der Einfahrt des ehemaligen Straßenbahndepots erinnert ein altes Schild mit der Aufschrift Achtung, Gefahr, Torpfeiler an die frühere Nutzung. In Düsseldorf sind die alten Abzugsschornsteine über den Lokplätzen im Rund des Ringlokschuppens zu sehen, genauso wie die verwitterten Emaille-Schilder mit den Nummern der Einstellplätze und große Lichtbänder mit nur zum Teil ersetztem Fensterglas.

## Standorte

### Classic Remise Berlin

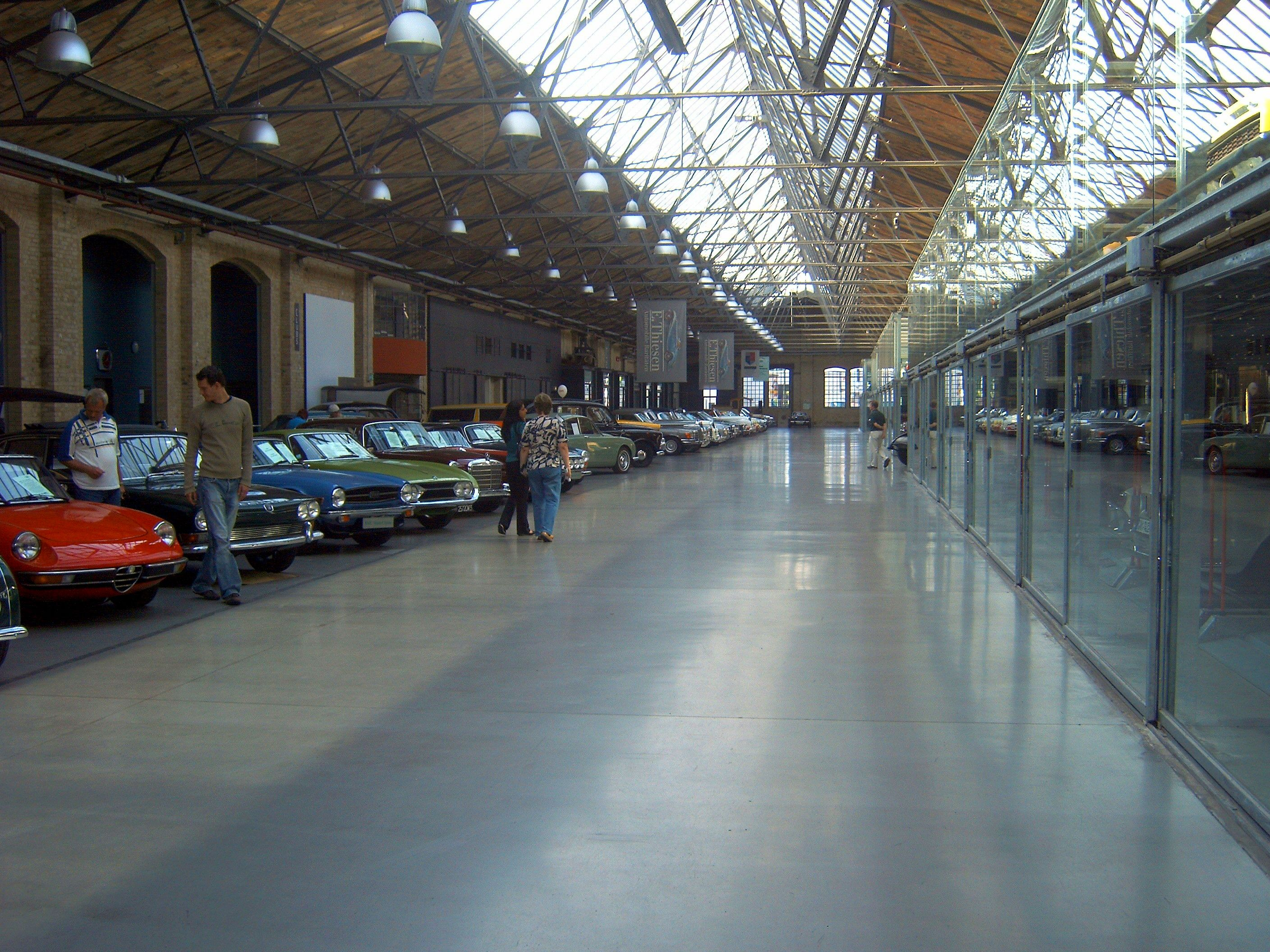
Classic Remise Berlin von innen

Die Classic Remise Berlin befindet sich in der Wiebestraße im Stadtteil Moabit in einem ehemaligen Straßenbahndepot (52° 31′ 50″ N, 13° 19′ 7″ O). Die Planung begann im Jahr 2000, die Eröffnung erfolgte 2003. Die Gesamtfläche der Classic Remise Berlin beträgt ungefähr 12.000 m².
In der Classic Remise existieren 88 Einstellboxen für private automobile Raritäten. Weiterhin gibt es 30 gewerbliche Mieter, wie zum Beispiel Oldtimerrestauratoren, -händler, -dienstleister und zwei Restaurants sowie Tagungs- und Eventflächen, die für ganz unterschiedliche Veranstaltungen gebucht werden können.

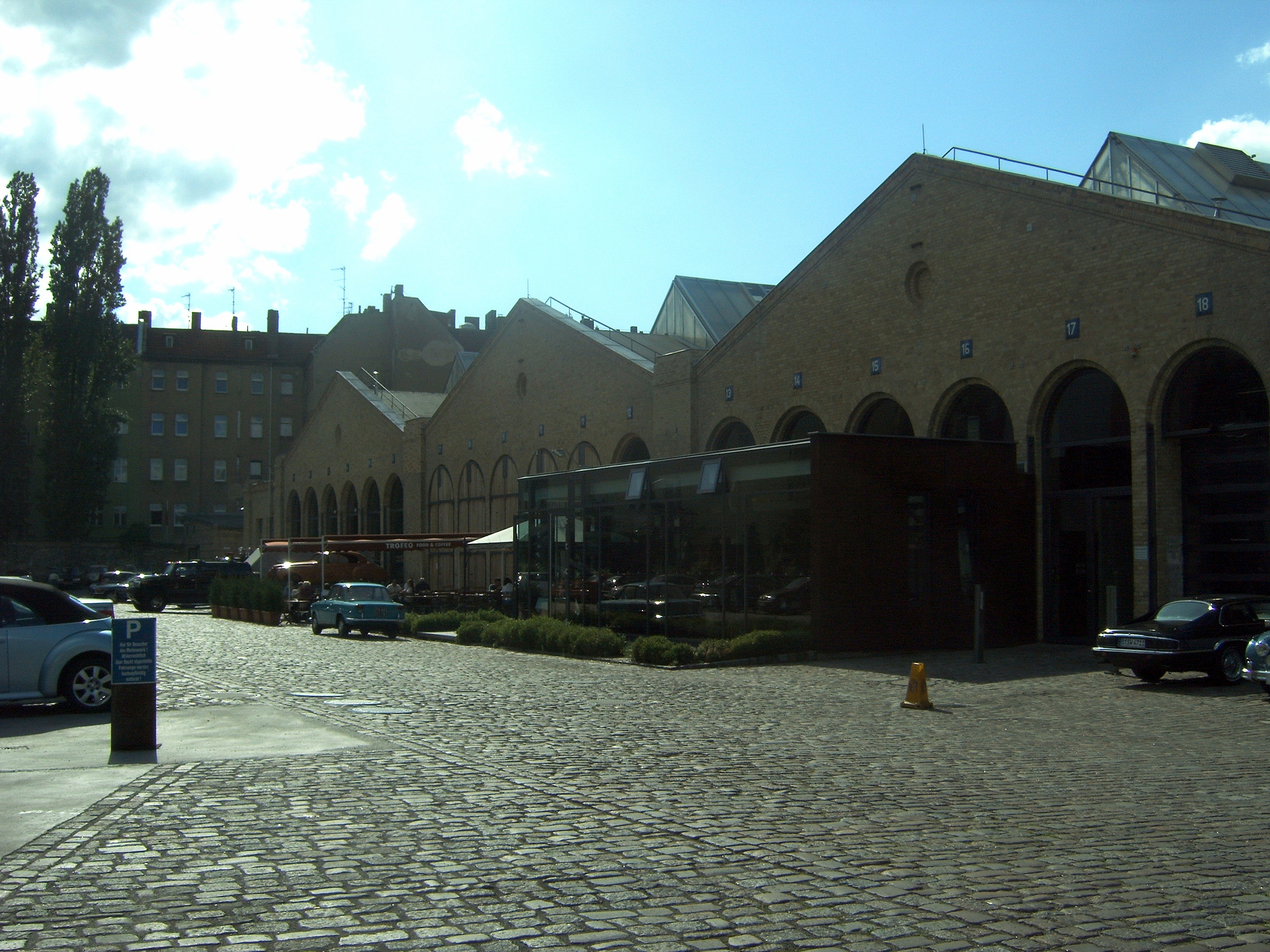
Classic Remise Berlin von außen. Im Glasanbau befindet sich die Gastronomie.

Der Berliner Senat erteilte im Februar 2004 der Classic Remise als einer der am besten besuchten Dauerausstellungen Berlins eine Wochenendverkaufsgenehmigung. In der Eventhalle finden jedes Jahr rund 200 Veranstaltungen statt. Darüber hinaus ist die Classic Remise Berlin ein Etappenziel für Oldtimer-Rallyes, ein Ort für Preisverleihungen, Seminare und Auktionen. Ein zweitägiges Oldtimertreffen zieht im Mai regelmäßig viele Interessierte an.

#### Gebäude
Das Gebäude, die sogenannten Wiebehallen, wurde von 1899 bis 1901 gebaut und unter der Bezeichnung Betriebshof Moabit als Straßenbahndepot genutzt. Früher war dieses Depot mit mehr als 10.000 m² das größte Straßenbahndepot Europas. Nachdem das Depot 1964 geschlossen und der Straßenbahnbetrieb in West-Berlin 1967 vollständig eingestellt wurde, verfielen die Hallen seit dem Ende der 1960er-Jahre. Später wurden die Hallen sogar wegen Einsturzgefahr gesperrt. Zwischen 2002 und 2003 wurde das rechteckige Gebäude komplett restauriert. Historische Schriften, Schäden aus dem Zweiten Weltkrieg oder Teile von Straßenbahnschienen erinnern an die Vergangenheit des Gebäudes. Das fertiggestellte Gebäude wurde mehrfach ausgezeichnet, darunter 2004 mit dem Berliner Denkmalpflegepreis, der Ferdinand-von-Quast-Medaille.

### Classic Remise Düsseldorf

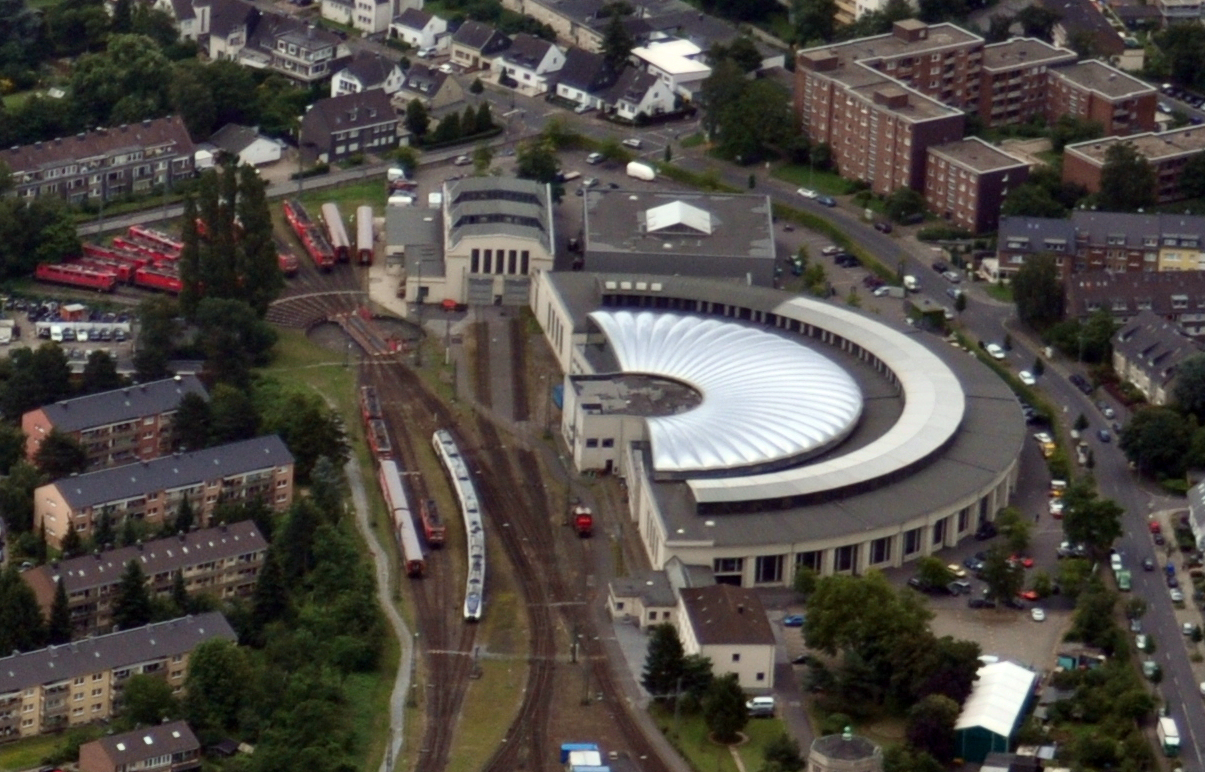
Düsseldorfer Remise im Ringlokschuppen, 2016

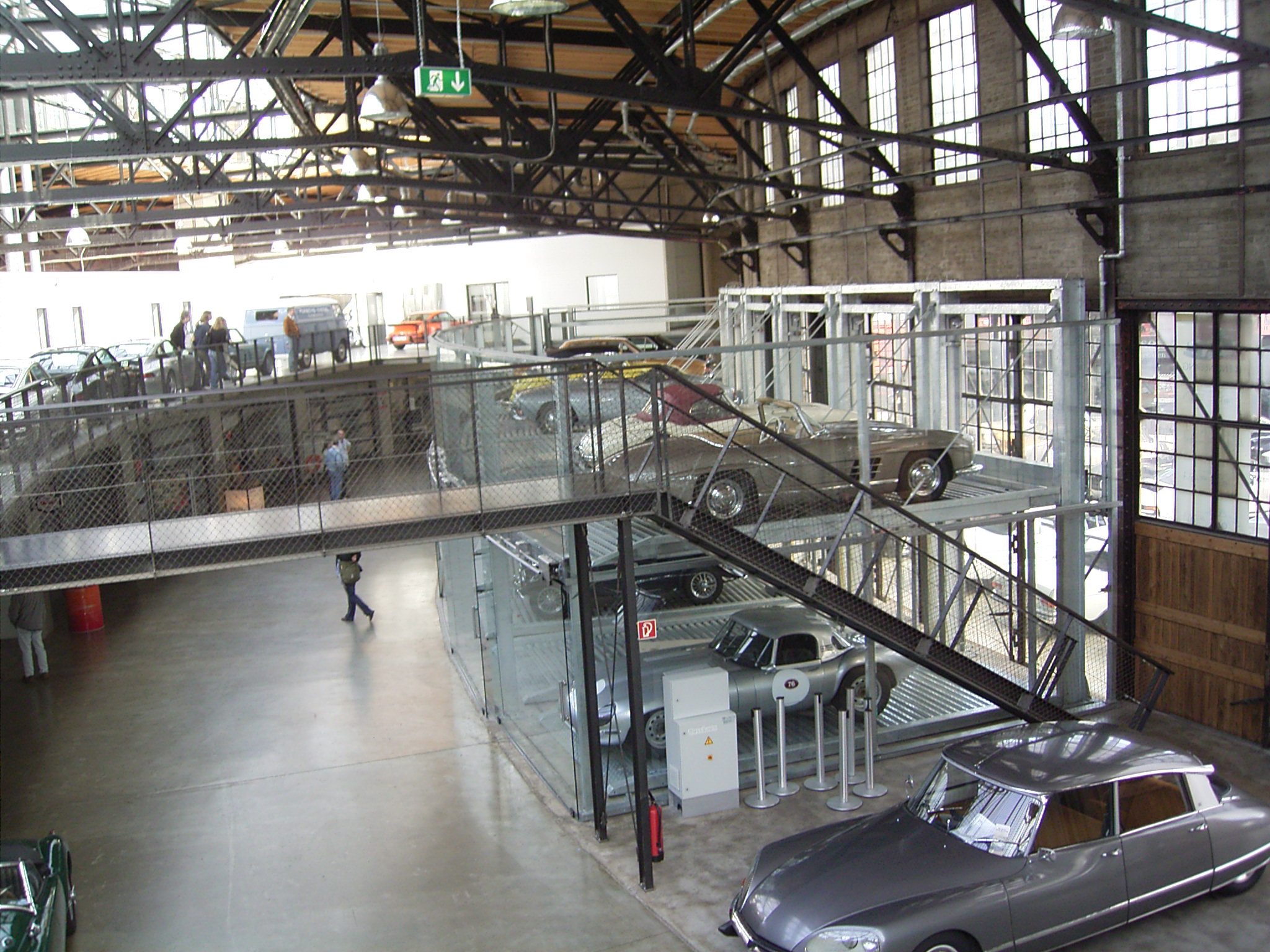
Classic Remise Düsseldorf, Halle von innen

Die Classic Remise Düsseldorf befindet sich in der Harffstraße im Stadtteil Oberbilk (51° 11′ 42″ N, 6° 49′ 24″ O). Sie wurde am 16. September 2006 in einem ehemaligen Ringlokschuppen eröffnet. Die Gesamtfläche beträgt mehr als 19.000 Quadratmeter.
In der Classic Remise Düsseldorf gibt es 80 Einstellboxen aus Glas sowie 35 spezialisierte Dienstleister – unter ihnen Händler, Restauratoren, Werkstätten, Geschäftslokale für Bekleidung und Automobilia sowie ein Restaurant, ein Bistro und einen im Sommer geöffneten Biergarten. Komplettiert wird das Angebot durch Dienstleister wie Fahrzeugpflegeanbieter, Sattler, Sachverständigenbüro sowie Motorradspezialisten.
Das Gelände verfügt über eine große Eventhalle und kleinere Eventflächen, die von Unternehmen für Präsentationen, Tagungen und Vertriebsmeetings gebucht werden. Am Standort finden Rallyes statt, beginnen Rundfahrten oder oldtimerbezogene Großevents.
Der Fernsehsender VOX unterhält seit 2014 in der Classic Remise Düsseldorf ein Fernsehstudio als „Hauptquartier“ der Autosendung Auto Mobil. Seit 2017 wird hier die Barber Convention ausgetragen.

#### Gebäude
Die Classic Remise Düsseldorf befindet sich in einem ehemaligen Ringlokschuppen, der zwischen 1929 und 1931 entstand. Das Gebäude hat einen Halbkreis als Grundfläche. Der Durchmesser des Lokschuppens beträgt fast 150 m und gehört damit zu den größten erhaltenen Lokschuppen dieser Art in Europa. Auf dem Platz der ehemaligen Drehscheibe wurde ein Restaurant über zwei Etagen errichtet, der Raum zwischen dem Restaurant und dem alten Gebäude wurde mit einer modernen transparenten Folien-Konstruktion überdacht. Der Umbau erfolgte durch das Düsseldorfer Architekturbüro RKW, der Ausbau von Cafe und Restaurant durch den Architekten Karsten Weber in Zusammenarbeit mit der Künstlerin Nina Fandler.